# 波苏埃洛-德阿拉尔孔
波苏埃洛-德阿拉尔孔（西班牙語：Pozuelo de Alarcón；西班牙語發音：[poˈθwe.lo ðe a.laɾˈkon]），是西班牙马德里自治区的一个市镇，位于马德里蒙克洛阿区以西10公里。总面积43.2平方公里，总人口85605人（2017年），人口密度1982人/平方公里。该市镇有地中海地区最大的松树林。

## 图集

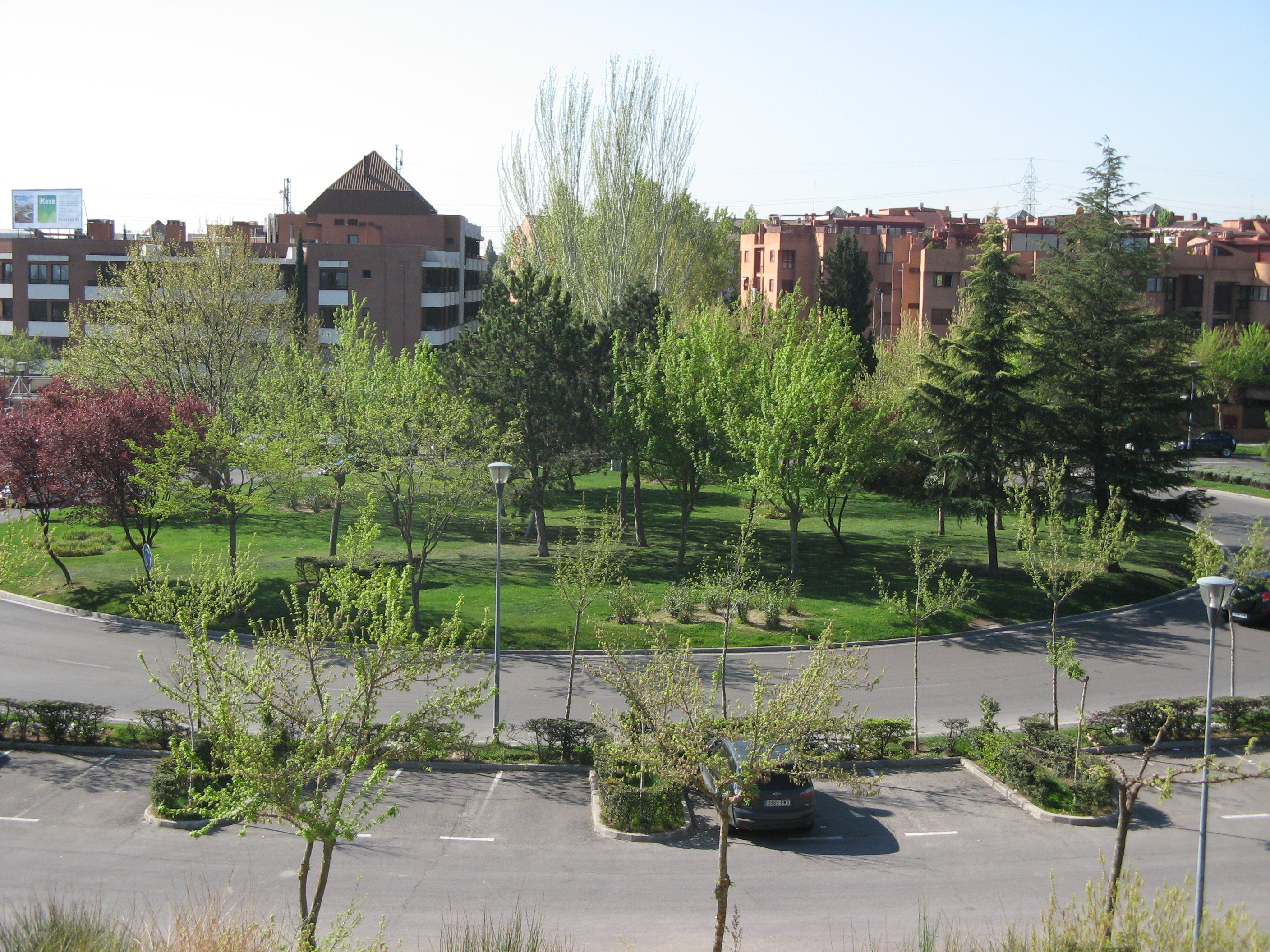
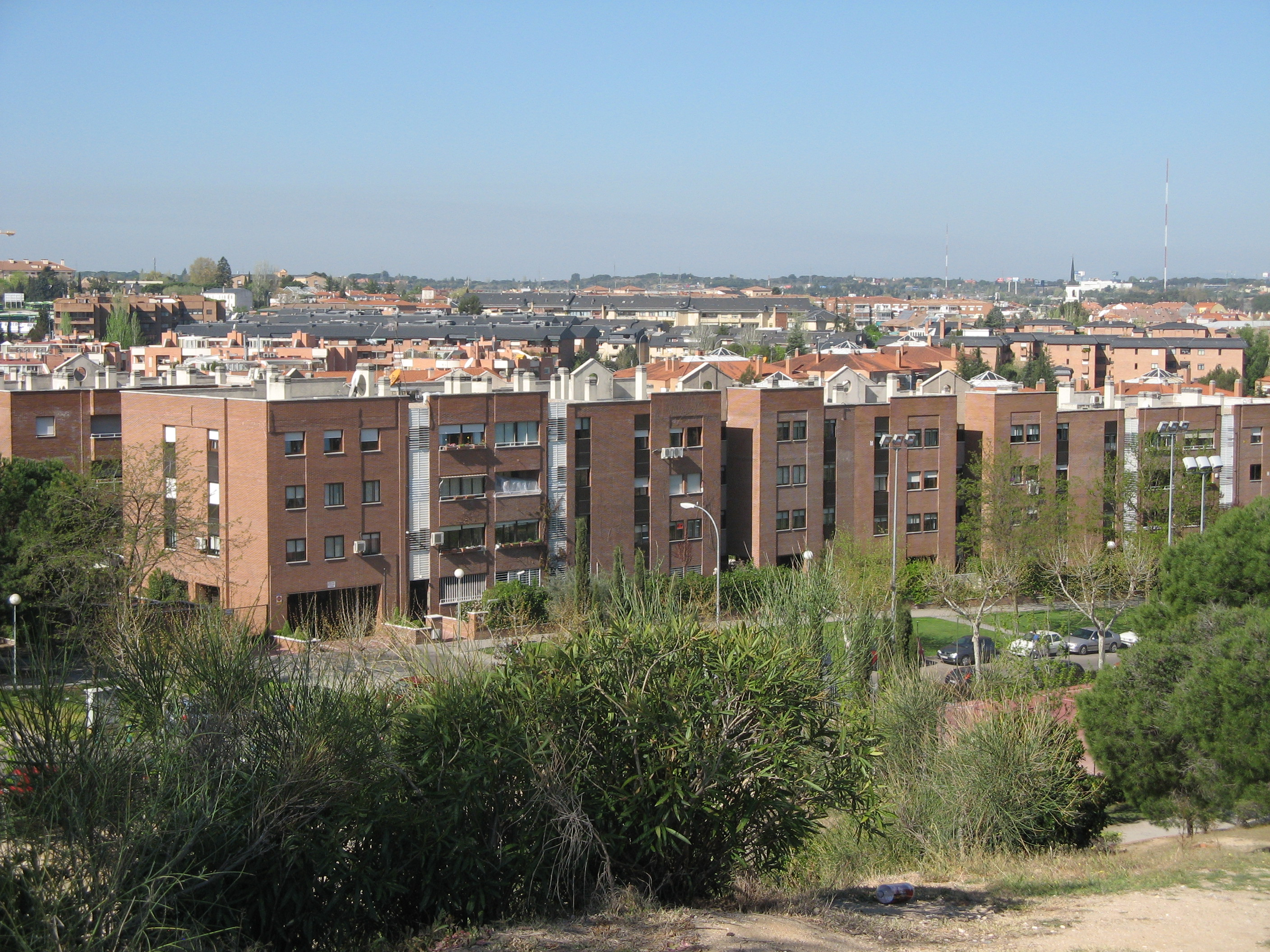
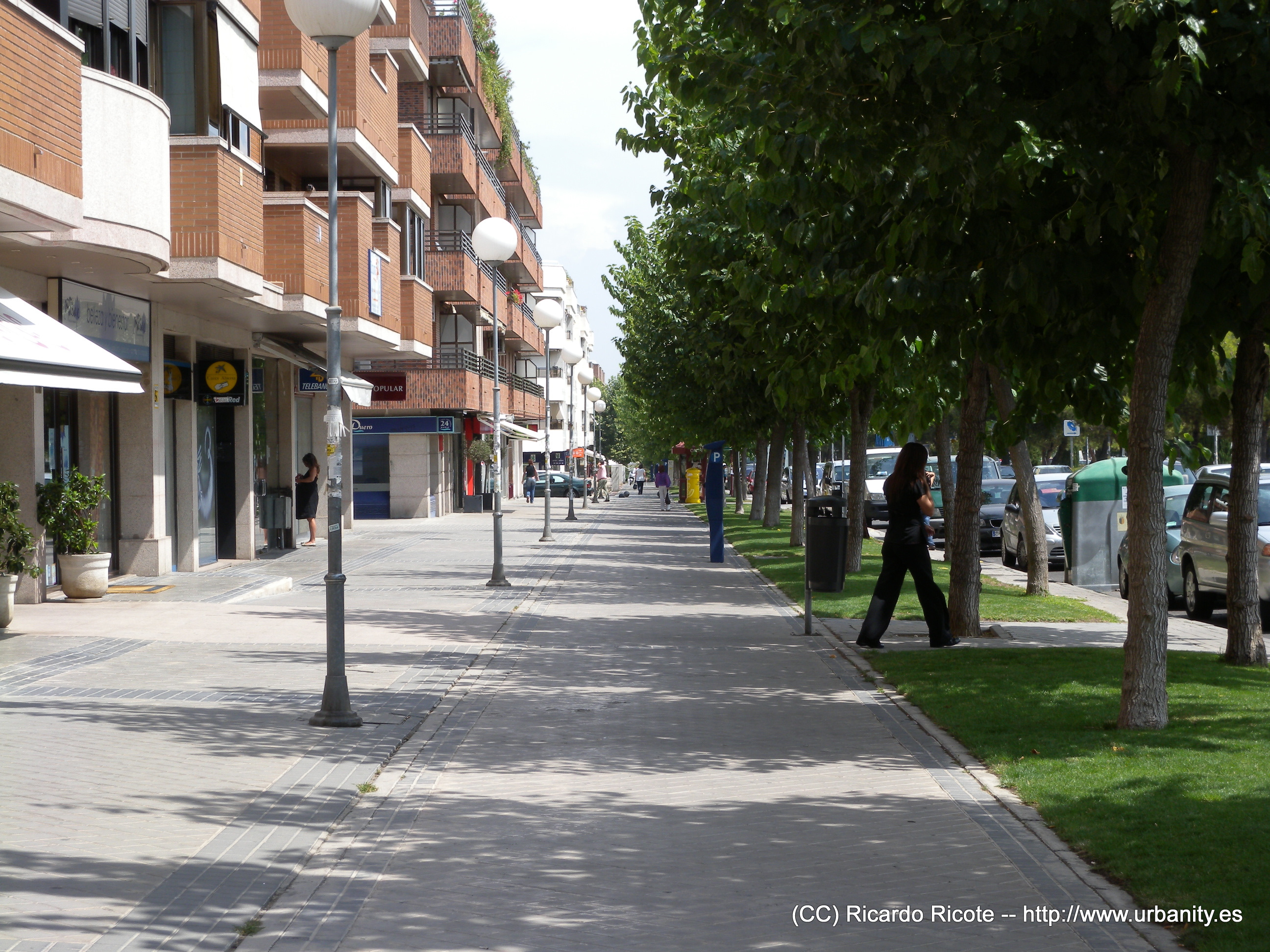
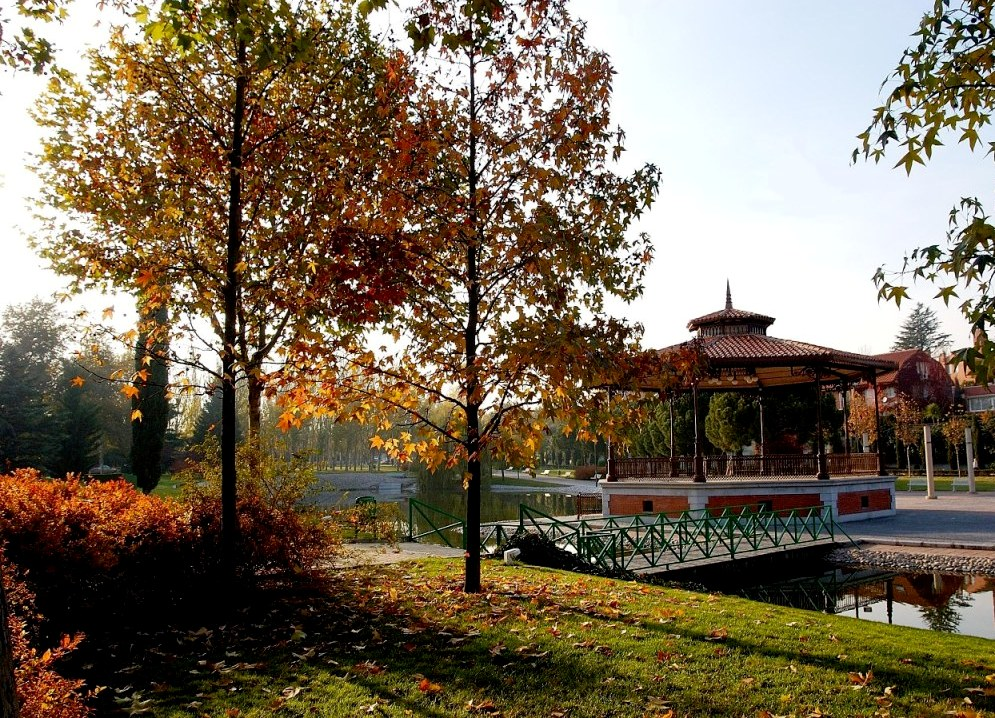

## 友好城市
波苏埃洛-德阿拉尔孔的友好城市有：
- 波蘭 波茲南[3][4]
- 法國 伊西雷穆利诺
- 義大利 雷卡纳蒂
- 墨西哥 瑙卡尔潘
- 西撒哈拉 比尔莱赫卢
- 中國 北京市 西城区[5]